# Торі Спеллінг
Вікторія Дейві Спеллінг (англ. Victoria Davey Spelling, *16 травня 1973 року, Лос-Анджелес, Каліфорнія, США) — американська акторка кіно й телебачення, продюсерка, телеперсона, автобіографка.

## Життєпис
Народилася 16 травня 1973 року в Лос-Анджелесі, Каліфорнія, в родині кінематографіста Аарона Спеллінга та Кенді Спеллінг. Має сиблінга, Ренді Спеллінг.
3 липня 2004 року одружилася з актором і письменником Чарлі Шаняном. Пара розлучилась через два роки. Причиною став роман Спеллінг з актором Діном Макдермоттом, з яким вона одружилася менш ніж через місяць, 7 травня 2006 року.
29 березня 2024 року Торі Спеллінг офіційно подала на розлучення з Макдермоттом, посилаючись на непримиренні розбіжності, та вимагала опіки над їхніми п’ятьма дітьми з правом відвідування для Макдермотта.

## Фільмографія
| Рік  | Фільм                        | Фільм (оригінальна назва)   | Роль                 |
| ---- | ---------------------------- | --------------------------- | -------------------- |
| 1990 | Готель (серіал)              | Hotel                       | Ліза Вокер           |
| 1990 | Монстри (серіал)             | Monsters                    |                      |
| 1990 | Беверлі-Гіллз, 90210         | Beverly Hills, 90210        | Донна Мартін         |
| 1993 | Миші-рокери з Марса (серіал) | Biker Mice from Mars        | озвучка              |
| 1995 | Правосуддя Берка (серіал)    | Burke's Law                 | Mary McKenna         |
| 2001 | Дуже страшне кіно 2          | Scary movie 2               | Алекс Мандей         |
| 2004 | Уроки зваблення              | 50 Ways to Leave Your Lover | Стефані              |
| 2005 | Сімейний план                | Family Plan                 | Чарлі Маккензі       |
| 2007 | Домашній сторож              | Housesitter                 | Еліза                |
| 2007 | Ктулху                       | Cthulhu                     | Сюзен                |
| 2007 | Поцілуй наречену             | Kiss the Bride              | Алекс Гольскі        |
| 2008 | 90210 (серіал)               | 90210                       | Донна Мартін-Сільвер |